# Surazomus algodoal
Espèce
Surazomus algodoal est une espèce de schizomides de la famille des Hubbardiidae.

## Distribution
Cette espèce est endémique du Pará au Brésil. Elle se rencontre vers Maracanã.

## Description
Le mâle holotype mesure 2,55 mm.

## Étymologie
Son nom d'espèce lui a été donné en référence au lieu de sa découverte, Algodoal.

## Publication originale
- Ruiz & Valente, 2017 : The first schizomid from a dry forest in South America (Arachnida: Schizomida). Zootaxa, no 4311(1), p. 81-95.